# Glanzende groefbij
De glanzende groefbij (Lasioglossum lucidulum) is een vliesvleugelig insect uit de familie Halictidae. De wetenschappelijke naam van de soort is voor het eerst geldig gepubliceerd in 1861 door Schenck.